# Karl zu Hohenlohe-Langenburg
Karl Ludwig Wilhelm Leopold Fürst zu Hohenlohe-Langenburg (* 25. Oktober 1829 in Langenburg; † 16. Mai 1907 in Salzburg) war der 5. Fürst des Hauses Hohenlohe-Langenburg. 

## Abstammung
Fürst Karl entstammte dem Hochadelshaus Hohenlohe und wurde als ältester Sohn von Fürst Ernst I. zu Hohenlohe-Langenburg und seiner Gattin Prinzessin Feodora zu Leiningen geboren. 

## Jugend und Ausbildung
Nach Aufenthalten in Dresden und Gotha zu Erziehungs- und Bildungszwecken studierte er drei Semester Rechtswissenschaft an der Friedrich-Wilhelm-Universität in Berlin (1850–51). Anschließend verbrachte er einige Jahre auf dem Stammsitz zur Vorbereitung auf seine kommende Rolle als Standesherr. Erst Mitte der 1850er Jahre schlug er eine militärische Laufbahn in der österreichischen, später in der württembergischen Armee ein, obwohl er bereits 1848 zum württembergischen Offizier ernannt wurde. Seit 1855 gehörte er als Ehrenritter dem Johanniterorden an.

## Familie
1861 heiratete Fürst Karl die Metzgerstochter Marie Grathwohl in Paris und führte mit ihr und den Kindern zunächst in Weikersheim, seit 1877 in Salzburg ein zurückgezogenes Leben. Aus der Ehe gingen folgende Kinder hervor: Carl, Viktoria und Beatrix. 
Wegen seiner unstandesgemäßen Heiratsabsicht hatte Fürst Karl nach dem Tod seines Vaters 1860 zugunsten seines Bruders Hermann auf die Standesherrschaft verzichten müssen, behielt aber den Fürstentitel. Um seiner Familie ein Auskommen zu ermöglichen, das seinem eigenen Stand wenigstens nahekam, erreichte er schon 1862 die Erhebung seiner Frau in den württembergischen Adel als Frau von Bronn. Dieser Titel galt auch für ihre Nachkommen, ebenso wie die 1890 durch den König von Württemberg erfolgte Ernennung zur Freifrau von Bronn. 
Sein Sohn Carl erreichte 1911 eine weitere Standeserhöhung, indem er und seine erstgeborenen männlichen Nachkommen in den österreichischen Fürstenstand aufgenommen wurden, als Fürsten von Weikersheim und seine übrigen Abkömmlinge das Recht erhielten, in Zukunft den Titel Grafen und Gräfinnen von Weikersheim zu führen. Bereits mit seinem Enkel Franz erlosch das Haus Weikersheim 1983 im Mannesstamm. 

## Ableben
Fürst Karl zu Hohenlohe-Langenburg starb 1907 in Salzburg und wurde auf dem Salzburger Kommunalfriedhof beigesetzt.

## Weblink
- Angaben zum Leben von Fürst Carl zu Hohenlohe-Langenburg beim Landesarchiv Baden-Württemberg, aufgerufen am 29. August 2010

| Vorgänger | Amt                                | Nachfolger |
| --------- | ---------------------------------- | ---------- |
| Ernst I.  | Fürst zu Hohenlohe-Langenburg 1860 | Hermann    |

| Personendaten    | Personendaten                 |
| ---------------- | ----------------------------- |
| NAME             | Hohenlohe-Langenburg, Karl zu |
| ALTERNATIVNAMEN  | Hohenlohe-Langenburg, Carl zu |
| KURZBESCHREIBUNG | Fürst zu Hohenlohe-Langenburg |
| GEBURTSDATUM     | 25. Oktober 1829              |
| GEBURTSORT       | Langenburg                    |
| STERBEDATUM      | 16. Mai 1907                  |
| STERBEORT        | Salzburg                      |